# Buckner (Kentucky)
Buckner – jednostka osadnicza w Stanach Zjednoczonych, w stanie Kentucky, w hrabstwie Oldham.